# Hans-Jürgen Groth
Hans-Jürgen Groth (* 8. November 1951 in Hamburg) ist ein deutscher Jurist und ehemaliger Abgeordneter der Hamburgischen Bürgerschaft für die SPD.

## Wirken
1971 begann Groth ein Studium der Rechtswissenschaften an der Universität Hamburg. Nebenbei übernahm er verschiedene Ämter in der studentischen und akademischen Selbstverwaltung. Er arbeitete bei den Jungsozialisten und dem Sozialistischen Hochschulbund mit, ehe er in die SPD eintrat. Nach absolviertem Referendariat bestand er das Examen zum Assessor und ist seit 1980 als Rechtsanwalt tätig.
Im Januar 1983 rückte er als Abgeordneter in die Hamburgische Bürgerschaft nach. Er arbeitete dort bis 1986 vor allem im Rechtsausschuss und im Ausschuss für Ernährung und Landwirtschaft mit. Als ständiger Vertreter saß er im Ausschuss für Vermögen und öffentliche Unternehmen und im Parlamentarischen Untersuchungsausschuss „Neue Heimat“.
Hans-Jürgen Groth gehört dem Vorstand der Heinrich Maria Ledig-Rowohlt-Stiftung an. Zweck der Stiftung ist die Förderung deutschsprachiger Literaturübersetzungen und die Ausschreibung des jährlich zu vergebenden Heinrich-Maria-Ledig-Rowohlt-Preises.